# Bubú capnegre
El bubú capnegre (Laniarius erythrogaster) és un ocell de la família dels malaconòtids (Malaconotidae).

## Hàbitat i distribució
Habita sabanes amb acàcies i arbusts espinosos de Nigèria, centre i nord del Camerun, República Centreafricana, Txad, Sudan, Eritrea i oest i sud d'Etiòpia i, més cap al sud, al nord-est i el sud-est de la República Democràtica del Congo, Uganda, Ruanda, Burundi, nord-oest de Kenya i nord-oest de Tanzània.